# Luvunga scandens
Luvunga scandens är en vinruteväxtart som först beskrevs av William Roxburgh, och fick sitt nu gällande namn av Buch.-ham. och Wight & Arn.. Luvunga scandens ingår i släktet Luvunga och familjen vinruteväxter. Inga underarter finns listade i Catalogue of Life.